# 室女座W型變星
室女座W型變星（W Virginis variable）是第二型造父變星的一個子類，它是脈動周期在10至20天的第二星族星 ，並且光譜型介於F6至K2之間。
它們在1942年首度被沃爾特·巴德從傳統的造父變星中區分出來，他研究仙女座星系中的造父變星，認為並建議造父變星有兩種不同的類型。

## 外部連結
- AAVSO Variable Star of the Month. W Virginis: Spring 2003（页面存档备份，存于）